# Adalur
Adalur oder Adallūra (hethitisch: ḪUR.SAGa-da-lu-ur (Ḫattušili I.); ḪUR.SAGa-tal-lu-u-ra) ist ein in hethitischen und assyrischen Texten genannter Berg, der in Syrien lokalisiert werden kann, vermutlich der Kurd dağ.

## Geschichte
Im späten 17. Jahrhundert v. Chr. besiegte der hethitische König  Ḫattušili I. auf dem Berg Adallur das Heer der Stadt Ḫaššuwa, das von Ḫalba unterstützt wurde. Danach überschritt er den Fluss Puruna (Afrin) und eroberte die Stadt Ḫaššuwa, die geplündert wurde. Vom Tempel der Stadt führte Ḫattušili I. die Bilder mehrerer Gottheiten nach Ḫattuša, darunter eines der Gottheit des Berges Adalur.
Der assyrische König Salmanessar III. (858 v. Chr. bis 824 v. Chr.) führte in seinem ersten Jahr einen Feldzug gegen eine Koalition syrischer Kleinstaaten und drang so bis zum Mittelmeer vor, wo er „seine Waffen wusch“ und den Göttern opferte. Dann bestieg er das Gebirge Amanus, wo er Zedern fällte. Sodann kam er zum Berg Adalur, wo er eine Statue von sich neben die Statue des König Anumḫirbi aufstellte. Letzterer war ein König, der für die erste Hälfte des 18. Jahrhunderts v. Chr. bezeugt ist.

## Name
Der Name Adalur weist die wohl hurritische Endung -lur(i) auf, die zumeist Berge und Riesen bezeichnet, so der Berg Elluri, der Fels Lulluri, die Berggöttin Liluri, der Weltriese Ubelluri und schließlich Impaluri, der Wesir des Gottes Kumarbi. Der erste Namensteil ist das hurritische Wort adal „stark“.